# Catholic Theological Union
Die Catholic Theological Union (kurz CTU) ist eine römisch-katholische Hochschule für Theologie in Chicago, Illinois, Vereinigte Staaten. Sie befindet sich im Stadtteil Hyde Park und zählt zu den größten katholischen Hochschulen im Graduate-Bereich für Theologie und pastorale Ausbildung in Nordamerika. Die CTU wurde als ökumenisch und interkulturell ausgerichtete Einrichtung gegründet und ist heute ein international vernetztes Zentrum für Theologie, Mission und interreligiösen Dialog. Träger sind mittlerweile 24 katholische Ordensgemeinschaften.

## Geschichte
Die Catholic Theological Union wurde 1968 gegründet, als drei katholische Ordensgemeinschaften – die Franziskaner, Passionisten und Serviten – ihre zuvor getrennt betriebenen theologischen Ausbildungsprogramme zu einer gemeinsamen theologischen Hochschule zusammenführten. Ziel war es, auf die Veränderungen des Zweiten Vatikanischen Konzils zu reagieren und eine moderne, praxisorientierte theologische Ausbildung zu ermöglichen.
Im Laufe der Jahrzehnte schlossen sich weitere Ordensgemeinschaften der Trägerschaft an, sodass die CTU heute von insgesamt 24 katholischen Männerorden getragen wird. Die Hochschule ist Teil des ökumenischen Zusammenschlusses der theologischen Ausbildungsstätten im Raum Chicago und pflegt enge Kooperationen mit benachbarten Institutionen wie der University of Chicago und dem Lutheran School of Theology at Chicago.

## Akademisches Profil
Die CTU bietet Studiengänge auf Master- und Doktoratsniveau an, darunter:
- Master of Divinity (M.Div.)
- Master of Arts in Theology
- Master of Arts in Pastoral Studies
- Doctor of Ministry (D.Min.)

Besonderes Augenmerk liegt auf interkultureller Kompetenz, interreligiösem Dialog und missionarischer Theologie. Studierende kommen aus über 40 Ländern, was die internationale Ausrichtung der Hochschule unterstreicht.

### Fakultät mit Studienprogramme
- Biblische Literatur und Sprachen (Biblical Literature and Languages BLL)
- Historische und lehrmäßige Studien (Historical and Doctrinal Studies  HDS)
- Interkulturelle Studien und Seelsorge (Intercultural Studies and Ministry ICSM)
- Spiritualität und pastoraler Dienst (Spirituality and Pastoral Ministry SPM)
- Wort und Anbetung (Word and Worship WW)

## Institute und Programme
Die CTU ist Sitz mehrerer spezialisierter Institute, u. a.:
- Das Catholic-Muslim Studies Program
- Das Bernardin Center for Theology and Ministry
- Das Hesburgh Sabbatical Program

## Trägerorden
Zu den 24 Ordensgemeinschaften, die die CTU tragen, gehören unter anderem:
- Franziskaner
- Serviten
- Passionisten
- Serviten
- Missionare vom Kostbaren Blut
- Spiritaner
- Marianisten
- Oblaten der Unbefleckten Jungfrau Maria
- Redemptoristen
- Augustiner